# Essential Records
Essential Records é uma gravadora cristã com sede  em Franklin, Tennessee. Ela foi criada em 1992 e adquirida pela Brentwood Music em 1993. Atualmente faz  parte do Provident Label Group, uma divisão da Sony Music Entertainment.

## História
A Essential Records foi fundada em 1992 e adquirida pela Brentwood Music em 1993. O primeiro grande sucesso da gravadora foi "Flood", do Jars of Clay, em 1996.  A canção foi um sucesso nas rádios convencionais antes de chegar aos formatos cristãos; alcançou a 12ª posição na parada de trilhas de rock moderno da Billboard e apareceu na Billboard Hot 100. Hoje é parte do Provident Label Group, uma divisão da Sony Music Entertainment.

## Artistas
Atuais
- Third Day
- Leeland
- Krystal Meyers
- Red
- Warren Barfield
- Grey Holiday

Antigos
- Jars of Clay
- Plumb
- Caedmon's Call
- Day of Fire
- Bebo Norman
- True Vibe
- Fireflight
- Andrew Peterson
- FFH
- V*Enna